# Rácz Dezső

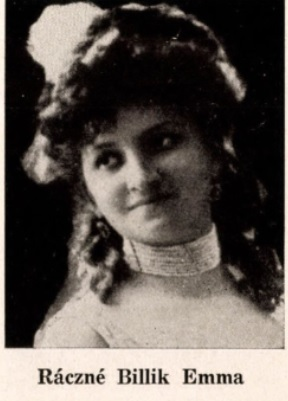
Billik Emma Rácz Dezsőné, színésznő portréja a Magyar színművészeti lexikonban (1931)

Rácz Dezső (Ószőny, 1873. január 18. – Budapest, Józsefváros, 1950. október 18.) magyar színész, színigazgató.

## Életútja
Rácz György, Ószőny mezőváros hites jegyzője és Mihalkovics Apollónia fiaként született. 1893-ban lépett a színipályára. Színigazgatását megkezdte 1909-ben. 1910. szeptember havától mint területi színigazgató járt Nógrád, Hont, Árva, Liptó, Zólyom, Bars, Trencsén, Heves, Gömör, Szepes, Turóc és Borsod megyében, ahol kisebb társulatokat vezetett. 1920-ban abbahagyta a direkciót. 1926. augusztus 1-én nyugdíjazták. 1950-ben hunyt el agyvérzésben.
Neje: Szkalicska Billik Emma, drámai színésznő, született 1882. november 16-án, Újpesten.